# Позилези (Трапани)
Позилези је насеље у Италији у округу Трапани, региону Сицилија.
Према процени из 2011. у насељу је живело 295 становника. Насеље се налази на надморској висини од 410 м.